# Svatopluk Havelka
Svatopluk Havelka (* 2. Mai 1925 in Vrbice, Tschechoslowakei; † 24. Februar 2009 in Prag) war ein tschechischer Musiker und Komponist.

## Leben
Havelka studierte an der philosophischen Fakultät der Karls-Universität Prag unter Josef Hutter und Antonin Sychra Musikwissenschaft. Parallel hatte er von 1945 bis 1947 privat Kompositionsunterricht bei Karel Boleslav Jirák. Sychra war zusammen mit B. Liebich Lehrer für musikalische Erziehung der Universität, an welcher er schließlich 1949 graduierte.
1955 schrieb er seine erste Sinfonie. Das Werk ist gekennzeichnet durch eigenwillige harmonische Fortschreitungen. Havelka bevorzugt moderne Kompositionstechniken und schrieb rund 70 Filmmusiken. Princ a Vecernice (1979) etwa zeigt kontrapunktisch zur Handlung mit vielen jazzharmonischen Momenten in interessanter Orchestrierung, eingesetzt in einer mittelalterlichen Märchengeschichte, sein harmonisches Denken.

## Filmografie
- 1954: Heute Abend geht alles zu Ende (Dnes vecer vsechno skoncí)
- 1956: Hänschens große Reise (Honzíkova cesta)
- 1959: Alibi (105% alibi)
- 1960: Das Geheimnis der Puderdose (Zpívající pudrenka)
- 1960: Der Fall Lupinek (Prípad Lupínek)
- 1960: Ich überlebte meinen Tod (Prezil jsem svou smrt)
- 1961: Das Märchen von der alten Straßenbahn (Pohádka o staré tramvaji)
- 1962: Ännchen geht zur Schule (Anicka jde do skoly)
- 1962: Hühnchen auf Reisen (Kurata na cestach)
- 1963: Wenn der Kater kommt (Az prijde kocour)
- 1964: Der erste Tag im Leben meines Sohnes (První den mého syna)
- 1964: Eine verrückte Familie (Táto, sezen stene)
- 1964: Erzählungen über Kinder (Povidky o detech)
- 1964: Platzkarte ohne Rückkehr (Místenka bez návratu)
- 1964: Sprung ins Dunkel (Skok do tmy)
- 1964: Tagebuch einer Ehe (Marie)
- 1965: Meisterdetektiv Dr. Martin (Volejte Martina)
- 1966: Pfeifen, Betten, Turteltauben (Dýmky)
- 1966: Ein neuer Fall für Meisterdetektiv Dr. Martin (Martin a cervené sklícko)
- 1966: Hotel für Fremde (Hotel pro cizince)
- 1967: Das Ende des Geheimagenten W4C mit Hilfe des Hundes von Herrn Foutska (Konec agenta W4C prostrednictvím psa pana Foustky)
- 1968: Alle guten Landsleute (Vsichni dobrí rodáci)
- 1968: Auf dem Kriegswagen des Feldherrn (Zizka Na Zizkove válecném voze)
- 1970: Nicht nur zur Weihnachtszeit
- 1970: Das Ohr (Ucho)
- 1970: Mein Herr, Sie sind eine Witwe (Pane, vy jste vdova!)
- 1971: Einer von Ihnen ist der Mörder (Jeden z nich je vrah)
- 1973: Anonyme Anzeige (Zatykac na kralovnu)
- 1973: Das Geheimenis des goldenen Buddhas (Tajemství zlatého Buddhy)
- 1975: Die Stadt weiß nichts (Mesto nic neví)
- 1976: Der Fall des toten Mannes (Prípad mrtvých spoluzáku)
- 1979 Der Prinz und der Abendstern (Princ a Vecernice)
- 1980: Das Rätsel der leeren Urne (Neco je ve vzduchu)
- 1982: Weinlese (Vinobraní)
- 1985: Stille Freude (Tichá radost)
- 1988: Der Furchtlose (Nebojsa)
- 1990: Privatleben